# Cianamidă
Cianamida este un compus organic cu formula CN2H2. Acest compus solid alb este utilizat pe scară largă în agricultură și în obținerea de produse farmaceutice și alți compuși organici. Molecula conține o grupare nitril atașată la o grupare amino. Derivații acestui compus sunt denumiți cianamide, cea mai comună fiind cianamida de calciu (CaCN2).

## Tautomeri și auto-condensări
Conținând atât un situs nucleofil, cât și unul electrofil în cadrul aceleiași molecule, cianamida suferă diverse reacții intramoleculare. Cianamida există sub forma a doi tautomeri, unul cu structura N≡C–NH2 și celălalt cu formula HN=C=NH (tautomerul denumit carbodiimidă). Forma predominantă este N≡C–NH2, însă în câteva reacții (de exemplu, sililarea) diimida pare a fi forma relevantă.
Tautomeria compusului poate fi reprezentată astfel:
Cianamida dimerizează la 2-cianoguanidină (dicianandiamidă). Această dimerizare este defavorizată de prezența acizilor și este inhibată de temperaturi scăzute. Trimerul ciclic se numește melamină.

## Obținere
Cianamida este obținută prin reacția de hidroliză a cianamidei de calciu, care la rândul său este preparată din carbură de calciu prin procedeul Frank-Caro.
{\displaystyle {\ce {CaCN2 + H2O + CO2 -> CaCO3 + H2NCN}}}

## Reacții chimice
Cianamida conține un singur atom de carbon care poate reacționa ca un electrofil sau nucleofil. Principala reacție suferită de cianamidă implică procese de adiție a unor compuși care conțin un proton eliminabil. Apa, hidrogenul sulfurat și hidrogenul seleniat reacționează cu cianamida dând ureea, tioureea și, respectiv, selenoureea:
H2NCN + H2E → H2NC(E)NH2 (E = O, S, Se)